# اینگرید پیت
 اینگرید پیت (انگلیسی: Ingrid Pitt؛ ۲۱ نوامبر ۱۹۳۷ – ۲۳ نوامبر ۲۰۱۰) یک هنرپیشه اهل لهستان بود. وی بین سال‌های ۱۹۶۴ تا ۲۰۱۰ میلادی فعالیت می‌کرد.